# Marlon (serie de televisión)
Marlon es una serie de televisión estadounidense protagonizada por Marlon Wayans, Essence Atkins, Notlim Taylor, Amir O'Neil, Bresha Webb y Diallo Riddle. El 13 de mayo de 2016 se ordenó a serie. La serie se estrenó el 16 de agosto de 2017 en NBC.
El 28 de septiembre de 2017, NBC renovó la serie para una segunda temporada, que se emitió del 14 de junio al 12 de julio de 2018. El 21 de diciembre de 2018, NBC canceló la serie después de dos temporadas.
En 2018, Netflix adquirió la distribución exclusiva de Marlon en muchas regiones del mundo, incluido el Reino Unido. Fuera de los Estados Unidos, Marlon se anuncia como un "Original de Netflix".

## Premisa
A pesar de su incapacidad para coexistir, la pareja divorciada Marlon Wayne y su exesposa Ashley intentan seguir siendo amigos por el bien de sus dos hijos, Marley y Zack.
La premisa del programa se basa libremente en la propia vida de la estrella Marlon Wayans.

## Reparto
- Marlon Wayans como Marlon Wayne[1] un padre de dos hijos divorciado cariñoso pero a menudo inapropiado, Marlon a menudo actúa como el más infantil de la casa y, por lo tanto, es el padre más cercano a los jóvenes. El típico ex pegajoso, Marlon, siempre está haciendo cosas fuera de lo común. En el fondo ama a su familia, solo tiene una forma extraña de demostrarlo.
- Essence Atkins como Ashley Wayne[1] Siempre manteniendo la calma en la casa, Ashley suele ser la pacificadora de la familia y tiene que volver a la normalidad después de que Marlon lo exagera. Ashley está tratando de superar el divorcio, pero las cosas se complican.
- Notlim Taylor como Marley Wayne[1] Marley es la tranquila de la familia. Es muy inteligente y responsable, y rara vez se mete en problemas. Ella es un pensador rápido y un modelo a seguir.
- Amir O'Neil como Zack Wayne[1] Zack es el niño problemático de la familia y siempre hace un lío en la casa. Realmente no le importan los sentimientos o las emociones porque generalmente está ocupado haciendo el tonto y la cabeza fría.
- Bresha Webb como Yvette[1] la mejor amiga de Ashley que a menudo está ocupada tratando de encontrar al hombre adecuado. Yvette es una mujer amante de Dios con un pasado lleno, del cual Marlon siempre hace todo lo posible para burlarse. Ella tiene una pequeña disputa con él y siempre van y vienen.
- Diallo Riddle como Stevie Noggle[1] - Stevie se encargó de vivir en el apartamento de Marlon, para disgusto de Marlon. A pesar de tener una buena educación, está perpetuamente desempleado. Se considera a sí mismo el mejor amigo de Marlon y, aunque Marlon no está de acuerdo con esto, se puede decir que Stevie es su único amigo. Stevie está enamorada no correspondida de Yvette, que esta última a veces usará para su ventaja, como obtener cosas gratis o usar a Stevie para poner celosos a otros hombres. No hace falta decir que siempre resulta contraproducente para ambos.

## Episodios

### Temporada 1 (2017)
| N.º en serie | N.º en temp. | Título                     | Dirigido por      | Escrito por                                                                      | Fecha de emisión original | Audiencia (millones) |
| --- | ------------ | -------------------------- | ----------------- | -------------------------------------------------------------------------------- | ------------------------- | -------------------- |
| 1 | 1            | «Pilot»                    | Andy Ackerman     | Historia de: Christopher Moynihan y Marlon Wayans Guion de: Christopher Moynihan | 16 de agosto de 2017      | 5.27                 |
| La estrella de Internet Marlon Wayne (Marlon Wayans) y su exesposa Ashley (Essence Atkins) intentan hacerse amigos por el bien de sus hijos después de su divorcio. La amiga de Ashley, Yvette (Bresha Webb), intenta tenderle una trampa para su primera cita desde la separación, lo que pone celosa a Marlon. Mientras tanto, Marley se encuentra con un matón en la escuela y recibe un consejo cuestionable de papá sobre cómo manejarlo. |              |                            |                   |                                                                                  |                           |                      |
| 2 | 2            | «Cleaning Out The Closet»  | Robbie Countryman | Craig Wayans y Mitchell Marchand                                                 | 16 de agosto de 2017      | 4.05                 |
| Ashley recibe la noticia de que la están desalojando de la instalación de almacenamiento que ella y Marlon comparten, pero descubre que Marlon no la había limpiado después de su divorcio. Ashley, Yvette y Stevie (Diallo Riddle) piensan que Marlon se está convirtiendo en un acaparador y tienen una intervención para él. |              |                            |                   |                                                                                  |                           |                      |
| 3 | 3            | «Boys Only Want One Thing» | Phill Lewis       | Ric Swartzlander                                                                 | 23 de agosto de 2017      | 4.59                 |
| Marlon se convierte en un padre sobreprotector cuando Marley lleva a casa a Eugene (Christopher Meyer), un apuesto jugador de fútbol de 15 años, para una cita de estudio. A pesar del consejo de Ashley de mantenerse al margen, Marlon sospecha que Eugene solo está jugando con el afecto de Marley para ayudarlo a pasar una prueba de geometría, y que después le romperá el corazón. Marley lo echa de la casa debido a su intervención, pero Ashley descubre que Marlon tenía razón después de que Eugene la golpea. Juntos, los padres echan a Eugene de la casa, pero Eugene se va con las respuestas a la prueba. Sin embargo, justo después de que él se va, Marley revela que estaba al tanto de su engaño y que las respuestas que le dio eran incorrectas, asegurando así su fracaso en la prueba y se reconcilia con sus padres. |              |                            |                   |                                                                                  |                           |                      |
| 4 | 4            | «Exes with Benefits»       | Eric Dean Seaton  | Teri Schaffer y Raynelle Swilling                                                | 23 de agosto de 2017      | 3.68                 |
| Durante un juego de "Have You Ever...", se revela que Marlon y Ashley nunca han tenido relaciones sexuales desde su divorcio, lo que sorprende a Yvette. Ashley piensa que podría ser divertido intentarlo, pero Stevie advierte a Marlon que podría reavivar el deseo de Ashley de tener una relación. En la noche de la conexión, Marlon se da cuenta de que no consideró cómo esto podría afectar sus propios sentimientos. |              |                            |                   |                                                                                  |                           |                      |
| 5 | 5            | «Project Kids»             | Phill Lewis       | Craig Wayans y Mitchell Marchand                                                 | 30 de agosto de 2017      | 5.12                 |
| Ashley le muestra a Marlon sus costosas facturas de teléfono e Internet a sus hijos. Temiendo que no aprecien lo que tienen, Marlon intenta enseñarles a los niños sus costumbres de la "vieja escuela" haciéndoles vivir como él lo hizo mientras crecía en los proyectos. |              |                            |                   |                                                                                  |                           |                      |
| 6 | 6            | «Surprises»                | Eric Dean Seaton  | Britt Matt y Julian Kiani                                                        | 30 de agosto de 2017      | 3.84                 |
| Después de que Ashley insiste en que no quiere una fiesta sorpresa para su 40 cumpleaños, revela que quiere someterse a una cirugía de aumento de senos, lo que hace que Marlon intente convencerla de que no lo haga. Mientras tanto, Stevie comienza a atormentar a Yvette por adivinar su edad. |              |                            |                   |                                                                                  |                           |                      |
| 7 | 7            | «Hospital Party»           | Robbie Countryman | Regina Hicks                                                                     | 6 de septiembre de 2017   | 4.98                 |
| Cuando Zack se prepara para una cirugía menor, Marlon y Ashley tienen formas opuestas de ayudarlo a sobrellevarla. Ashley comienza a molestarse con Marlon cuando se pasa de la raya. |              |                            |                   |                                                                                  |                           |                      |
| 8 | 8            | «Coach Marlon»             | Phill Lewis       | Teri Schaffer y Raynelle Swilling                                                | 6 de septiembre de 2017   | 3.57                 |
| Durante el juego de baloncesto de Zack, Marlon intenta tácticas psicológicas para cubrir el hecho de que su equipo no es muy talentoso, pero esto fracasa. Mientras tanto, Ashley determina que Marlon no respeta los límites cuando descubre que él ha estado durmiendo en su casa en lugar de en la suya, y revoca la llave de su casa. |              |                            |                   |                                                                                  |                           |                      |
| 9 | 9            | «Appropriate Marlon»       | Phill Lewis       | Ryan Noggle                                                                      | 13 de septiembre de 2017  | 4.89                 |
| Marlon cree que puede actuar de manera apropiada para ayudar a Ashley a ingresar a un club social que prefiere las parejas. Stevie encaja perfectamente entre los clientes burgueses del club, lo que sorprende a Yvette. |              |                            |                   |                                                                                  |                           |                      |
| 10 | 10           | «End of the Road»          | Andrew D. Weyman  | Aseem Batra                                                                      | 13 de septiembre de 2017  | 3.63                 |
| Ashley se queda perpleja cuando Marlon todavía quiere celebrar el aniversario de su primera cita, incluso después de su divorcio. Después de algunas discusiones, los dos acuerdan mutuamente que deberían hacer de la cita una celebración de su familia. Invitados especiales: Boyz II Men |              |                            |                   |                                                                                  |                           |                      |

### Temporada 2 (2018)
| N.º en serie | N.º en temp. | Título                | Dirigido por           | Escrito por                       | Fecha de emisión original | Audiencia (millones) |
| --- | ------------ | --------------------- | ---------------------- | --------------------------------- | ------------------------- | -------------------- |
| 11 | 1            | «Model Parent»        | Phill Lewis            | Britt Matt                        | 14 de junio de 2018       | 2.41                 |
| Ashley le pide a Marlon que vaya a terapia de divorcio, por temor a que estén volviendo a los viejos hábitos que los llevaron al divorcio en primer lugar. Mientras tanto, Stevie anuncia que quiere ser masajista. Yvette se muestra escéptica hasta que Stevie le da un intenso masaje en los pies. |              |                       |                        |                                   |                           |                      |
| 12 | 2            | «Wingman»             | Phill Lewis            | Teri Schaffer y Raynelle Swilling | 14 de junio de 2018       | 2.81                 |
| Cuando las dos hermanas de Marlon (Kym Whitley y Sherri Shepherd) vienen de visita, le pide a Ashley que finja que todavía están casadas porque teme que sus hermanas se desilusionen si saben que está divorciado. |              |                       |                        |                                   |                           |                      |
| 13 | 3            | «Sisters»             | Kevin Charles Sullivan | Mitchell Marchand                 | 21 de junio de 2018       | 2.39                 |
| Después de que Ashley tiene una mala noche en un club nocturno, Marlon se ofrece a ser su compañero en su próximo viaje al club. Si bien Marlon tiene éxito y prepara a Ashley con un chico guapo, todavía se pone celosa cuando ve a Marlon conectarse con otra mujer. Mientras tanto, Yvette usa a Stevie para poner celoso a su exnovio. |              |                       |                        |                                   |                           |                      |
| 14 | 4            | «Divorce Counseling»  | Robbie Countryman      | Ryan Noggle                       | 21 de junio de 2018       | 2.93                 |
| Marlon y Ashley acuerdan que Zack sea un modelo portavoz de una línea de ropa deportiva para niños. Más tarde, se sorprenden al descubrir que las fotos que tomaron contienen una frase racista en la camisa de Zack y se ven obligados a retirar el anuncio. |              |                       |                        |                                   |                           |                      |
| 15 | 5            | «Keeping' It 100»     | Robbie Countryman      | Julian Kiani                      | 28 de junio de 2018       | 2.33                 |
| La familia está en desacuerdo cuando Marley, de 16 años, parece no tener interés en conducir. Marlon insiste en que es hora de que Marley aprenda, mientras que Ashley admite que le gusta conducir a Marley porque es una de las pocas oportunidades que tienen para vincularse. Mientras tanto, Yvette está desconcertada por su baja calificación de Uber, por lo que le pide a Stevie que le enseñe cómo ser una mejor pasajera.                                               |              |                       |                        |                                   |                           |                      |
| 16 | 6            | «Man Code»            | Jean Sagal             | Craig Wayans                      | 28 de junio de 2018       | 2.43                 |
| Ashley recurre a varios pasatiempos ahora que su mejor amiga Yvette ha comenzado a salir con su exnovio Demetrius nuevamente. Mientras tanto, Marlon y Stevie eligen no violar el código de hombre cuando ven a Demetrius besando a otra mujer en un juego de Los Ángeles. Sin embargo, las cosas cambian cuando Yvette anuncia que Demetrius le propuso matrimonio. |              |                       |                        |                                   |                           |                      |
| 17 | 7            | «Homecoming»          | Robbie Countryman      | Ric Swartzlander                  | 5 de julio de 2018        | 2.89                 |
| Ashley se encarga de redecorar el apartamento de Marlon, para su consternación. Sugiere que ahora que él y Ashley están divorciados, deberían "mantener el 100" y ser completamente honestos el uno con el otro. Pero cuando Marlon organiza una fiesta en su casa para convencer a los propietarios para que le vendan la propiedad, la honestidad del 100% de Ashley y él causa problemas.                                                                                       |              |                       |                        |                                   |                           |                      |
| 18 | 8            | «Driving Miss Marley» | Robbie Countryman      | Kenny Smith                       | 5 de julio de 2018        | 2.96                 |
| Durante la semana del regreso a casa, Marlon y Stevie visitan la universidad donde se conocieron. Stevie se siente profundamente herido cuando se entera de que Marlon fue una de las personas que votó para mantenerlo fuera de una fraternidad. Mientras tanto, Ashley e Yvette están decididas a revivir su juventud y conocer a algunos chicos, pero en cambio se convierten en el objetivo de una broma en la que jóvenes universitarios intentan conseguir " pumas ".        |              |                       |                        |                                   |                           |                      |
| 19 | 9            | «Career Day»          | Beth McCarthy-Miller   | Raynelle Swilling y Teri Schaffer | 12 de julio de 2018       | 2.91                 |
| El día de la carrera de Zack, Ashley e Yvette hacen una presentación sobre el negocio del diseño, luego Marlon sigue con una presentación exagerada sobre carreras no tradicionales. Esto resulta contraproducente cuando numerosos padres se reúnen en la casa de Ashley para quejarse de que sus hijos han abandonado sus opciones profesionales originales para hacer algo "divertido" como lo hace Marlon.                                                                     |              |                       |                        |                                   |                           |                      |
| 20 | 10           | «Funeral Party»       | Eric Dean Seaton       | Sydney Castillo                   | 12 de julio de 2018       | 2.38                 |
| Marlon se siente decepcionado cuando los miembros de su familia tienen algo "mejor" que hacer el día de su cumpleaños. Sintiéndose despreciado, se inspira en el funeral de un amigo para celebrar una "fiesta funeraria" para él, lo que obliga a la gente a decir cosas agradables sobre él mientras aún está vivo. Desafortunadamente, la familia, Stevie e Yvette malinterpretan las intenciones de Marlon, y aprovechan la oportunidad para asarlo con insultos humorísticos. |              |                       |                        |                                   |                           |                      |

## Recepción

### Respuesta de la crítica
El sitio web del agregador de reseñas Rotten Tomatoes informó una calificación de aprobación del 50% con una calificación promedio de 5.3/10 basada en 10 reseñas. El consenso crítico del sitio web dice: "Marlon Wayans es un comediante e intérprete atractivo, pero su estilo enérgico de humor pícaro está mal servido por la convencionalidad de esta comedia cuadrada". Metacritic, que utiliza un promedio ponderado, asignó una puntuación de 55 sobre 100 en función de 6 críticas, lo que indica "críticas mixtas o promedio".

### Ratings

#### Temporada 1 (2017)
| No. | Título                     | Fecha de transmisión     | Ratings (18-49) | Espectadores (m.) |
| --- | -------------------------- | ------------------------ | --------------- | ----------------- |
| 1   | "Pilot"                    | 16 de agosto de 2017     | 1.3/5           | 5.27              |
| 2   | "Cleaning Out The Closet"  | 16 de agosto de 2017     | 1.0/4           | 4.05              |
| 3   | "Boys Only Want One Thing" | 23 de agosto de 2017     | 1.1/5           | 4.59              |
| 4   | "Exes with Benefits"       | 23 de agosto de 2017     | 1.0/4           | 3.68              |
| 5   | "Project Kids"             | 30 de agosto de 2017     | 1.1/5           | 5.12              |
| 6   | "Surprises"                | 30 de agosto de 2017     | 0.9/4           | 3.84              |
| 7   | "Hospital Party"           | 6 de septiembre de 2017  | 1.2/5           | 4.98              |
| 8   | "Coach Marlon"             | 6 de septiembre de 2017  | 0.9/4           | 3.57              |
| 9   | "Appropriate Marlon"       | 13 de septiembre de 2017 | 1.2/5           | 4.89              |
| 10  | "End of the Road"          | 13 de septiembre de 2017 | 1.0/4           | 3.63              |

#### Temporada 2 (2018)
| N.º | Título                | Fecha de transmisión | Ratings (18-49) | Espectadores (m.) | DVR (18-49) | Espectadores de DVR (m.) | Total (18-49) | Total de espectadores (m.) |
| --- | --------------------- | -------------------- | --------------- | ----------------- | ----------- | ------------------------ | ------------- | -------------------------- |
| 1   | "Model Parent"        | 14 de junio de 2018  | 0.7/3           | 2.41              | 0.2         | 0.58                     | 0.9           | 3.51                       |
| 2   | "Wingman"             | 14 de junio de 2018  | 0.6/3           | 2.81              | 0.2         | 0.57                     | 0.8           | 2.95                       |
| 3   | "Sisters"             | 21 de junio de 2018  | 0.6/3           | 2.39              | 0.2         | 0.56                     | 0.8           | 3.36                       |
| 4   | "Divorce Counseling"  | 21 de junio de 2018  | 0.6/3           | 2.93              | 0.2         | 0.59                     | 0.8           | 3.00                       |
| 5   | "Keeping' It 100"     | 28 de junio de 2018  | 0.6/3           | 2.33              | 0.2         | 0.56                     | 0.8           | 3.45                       |
| 6   | "Man Code"            | 28 de junio de 2018  | 0.6/3           | 2.43              | 0.2         | 0.62                     | 0.8           | 3.05                       |
| 7   | "Homecoming"          | 5 de julio de 2018   | 0.6/3           | 2.89              | 0.2         | 0.45                     | 0.8           | 3.41                       |
| 8   | "Driving Miss Marley" | 5 de julio de 2018   | 0.6/3           | 2.96              | 0.2         | 0.52                     | 0.8           | 2.85                       |
| 9   | "Career Day"          | 12 de julio de 2018  | 0.6/3           | 2.91              | 0.2         | 0.58                     | 0.8           | 3.48                       |
| 10  | "Funeral Party"       | 12 de julio de 2018  | 0.6/3           | 2.38              | 0.3         | 0.67                     | 0.9           | 3.04                       |

### Reconocimientos
| Año  | Premio               | Categoría                                                                      | Candidato     | Resultado |
| ---- | -------------------- | ------------------------------------------------------------------------------ | ------------- | --------- |
| 2018 | Premios Young Artist | Mejor actuación en una serie de televisión: actor joven de reparto             | Amir O'Neil   | Nominado  |
| 2018 | Premios Young Artist | Mejor interpretación en una serie de televisión: actriz adolescente de reparto | Notlim Taylor | Nominado  |